# 6827 Wombat
6827 Wombat eller 1990 SN4 är en asteroid i huvudbältet som upptäcktes den 27 september 1990 av den japanska astronomen Takeshi Urata vid Nihondaira-observatoriet. Den är uppkallad efter pungdjuret Vombater.
Asteroiden har en diameter på ungefär 8 kilometer och den tillhör asteroidgruppen Eunomia.